# Hautefond
Hautefond település Franciaországban, Saône-et-Loire megyében. Lakosainak száma 202 fő (2022. január 1.). Hautefond Volesvres, Champlecy, Lugny-lès-Charolles, Nochize és Paray-le-Monial községekkel határos.

## Népesség
A település népességének változása:
| Lakosok száma | 210  | 213  | 224  | 206  | 203  | 202  | 204  | 204  | 202  |
|               | 2013 | 2015 | 2016 | 2017 | 2018 | 2019 | 2020 | 2021 | 2022 |